# Giulia Rinieri de' Rocchi
Giulia Rinieri de' Rocchi (Siena, 1801 – Monsummano Terme, 13 agosto 1881) è stata una nobildonna italiana.

## Biografia
Nacque a Siena nel 1801, figlia di Anna Martini, nobildonna dai numerosi interessi culturali, e di Antonio Rinieri de' Rocchi, rettore degli ospedali cittadini. Dopo la morte del marito, la madre si legò in una relazione con il commendatore Daniello Berlinghieri, cavaliere dell'Ordine di Malta, che decise di divenire il tutore di Giulia, e che finì con l'adottarla formalmente nel 1832.
Dopo aver rifiutato alcune proposte di matrimonio, nel 1826 Giulia si trasferì col tutore e con la madre a Parigi, dove Berlinghieri era stato nominato ministro del Granducato di Toscana presso la corte di Carlo X. Qui, nel gennaio del 1827, incontrò per la prima volta Henri Beyle, meglio noto con lo pseudonimo di Stendhal, all'epoca impegnato nella stesura del suo primo romanzo (Armance ou quelques scènes d'un salon de Paris en 1827, poi pubblicato anonimo in quell'anno).
Due anni più tardi, la giovane donna - in totale controtendenza con la tradizione dell'epoca - dichiarò il proprio amore allo scrittore francese e ne nacque una relazione sentimentale che portò Stendhal, stupito di essere "amato a 47 anni", a chiedere la mano della nobile senese al suo tutore con una lettera datata 6 novembre 1830.
Berlinghieri negò il consenso, ma, nonostante ciò, i due innamorati continuarono a scriversi (lei si firmava Sophie) e incontrarsi sporadicamente, anche dopo il rientro di Giulia in Italia, dal momento che Stendhal fu console a Civitavecchia.
Secondo la critica, Giulia deve aver ispirato Stendhal nel creare il personaggio di Matilde ne Il rosso e il nero, il romanzo completato nel 1830 e che gli fece conquistare definitivamente la notorietà,, mentre il primo incontro fra la nobildonna senese e lo scrittore francese fu trasposto nell'incontro fra il gentiluomo milanese Fabrizio del Dongo e Clelia Conti ne La certosa di Parma.
Tuttavia, il 24 giugno 1833, Giulia sposò in Italia il cugino Giulio Martini, da cui ebbe due figli, Annina e Daniele.
La famiglia si trasferì dapprima a Parigi e poi a Firenze per la carriera diplomatica del Martini. In tali circostanze, nel 1837, Giulia incontrò nuovamente Stendhal, con cui riallacciò una relazione: si videro per l'ultima volta a Firenze nel 1838 e rimasero legati fino alla morte dello scrittore avvenuta nel 1842..
Dopo la proclamazione del Regno d'Italia e con l'aggravarsi delle condizioni di salute del marito, divenuto progressivamente cieco, Giulia si ritirò in una villa a Monsummano Terme. I suoi ultimi anni, segnati da alcuni lutti (la figlia Annina e il marito), li dedicò alla preghiera e ad aiutare i poveri. Fu sepolta in una chiesa di campagna fuori Monsummano, insieme ad alcuni membri della famiglia come suo nipote Ferdinando Martini (che per primo scoprì il carteggio fra la zia e Stendhal).
Le numerosissime lettere di Giulia Rinieri de' Rocchi sono conservate presso l'Archivio di Stato di Siena e presso la Biblioteca Forteguerriana di Pistoia.